# Diplonevra ismayi
Diplonevra ismayi är en tvåvingeart som beskrevs av Ronald Henry Lambert Disney 1990. Diplonevra ismayi ingår i släktet Diplonevra och familjen puckelflugor. Inga underarter finns listade i Catalogue of Life.